# Mouthier-Haute-Pierre
Mouthier-Haute-Pierre – miejscowość i gmina we Francji, w regionie Burgundia-Franche-Comté, w departamencie Doubs.
Według danych na rok 1990 gminę zamieszkiwało 356 osób, a gęstość zaludnienia wynosiła 29 osób/km² (wśród 1786 gmin Franche-Comté Mouthier-Haute-Pierre plasuje się na 409. miejscu pod względem liczby ludności, natomiast pod względem powierzchni na miejscu 319.).